# Prvački trofej 2006. (hokej na travi)
28. Prvački trofej se održao 2006. godine.

## Mjesto i vrijeme održavanja
Održao se od 22. do 30. srpnja 2006.
Utakmice su se igrale u španjolskom gradu Terrassi, na igralištu mjesnog hokejaškog kluba Atlètic.

## Natjecateljski sustav
Igralo se po jednostrukom ligaškom sustavu. Za pobjedu se dobivalo 3 boda, za neriješeno 1 bod, a za poraz nijedan bod. 
Nakon ligaškog dijela, igralo se za poredak. Prvi i drugi na ljestvici su doigravali za zlatno odličje, treći i četvrti za brončano odličje, a peti i šesti na ljestvici za 5. i 6. mjesto. 6. je ispadao u niži natjecateljski razred.

## Sudionici
Sudjelovali su domaćin Španjolska, branitelj naslova Australija, Pakistan, Nizozemska i Njemačka. Šesta sudionica je bila Argentina, kao pobjednica Champions Challengea 2005.

### Argentina
Trener: Sergio Vigil
| 1. Juan Manuel Vivaldi (vratar) 2. Juan Martín Lopez 3. Matias Vila 4. Ezequiel Paulón 5. Mariano Chao (vratar) 6. Mario Almada 7. Rodrigo Vila 8. Tomás MacCormik 9. Lucas Cammareri | 1. Marcos Riccardi 2. Fernando Zylberberg 3. Germán Orozco (kapetan) 4. Matias Paredes 5. Matias Cammareri 6. Tomás Argento 7. Lucas Vila 8. Matias Rey 9. Pedro Ibarra |

### Australija
Trener: Colin Batch
| 1. Jamie Dwyer (kapetan) 2. Liam de Young 3. Michael Boyce 4. Michael McCann 5. Troy Elder 6. Robert Hammond 7. Nathan Eglington 8. Mark Knowles 9. Luke Doerner | 1. Grant Schubert 2. Bevan George 3. Stephen Lambert (vratar) 4. Matt Naylor 5. Aaron Hopkins 6. Travis Brooks 7. Brent Livermore 8. Dean Butler 9. Stephen Mowlam (vratar) |

### Njemačka
Trener: Bernhard Peters
| 1. Christian Schulte (vratar) 2. Philip Witte 3. Philipp Crone 4. Carlos Nevado 5. Moritz Fürste 6. Jan-Marco Montag 7. Björn Emmerling 8. Sebastian Biederlack 9. Justus Scharowsky | 1. Tibor Weißenborn 2. Niklas Meinert 3. Timo Weß (kapetan) 4. Christopher Zeller 5. Matthias Witthaus 6. Philipp Zeller 7. Sebastian Draguhn 8. Nicolas Emmerling 9. Tim Jessulat (vratar) |

### Nizozemska
Trener: Roelant Oltmans
| 1. Guus Vogels (vratar) 2. Geert-Jan Derikx 3. Karel Klaver 4. Thomas Boerma 5. Sander van der Weide) 6. Ronald Brouwer 7. Taeke Taekema 8. Jeroen Delmee (kapetan) 9. Klaas Veering (vratar) | 1. Teun de Nooijer 2. Eby Kessing 3. Floris Evers 4. Rob Reckers 5. Matthijs Brouwer 6. Nick Meijer 7. Roderick Weusthof 8. Timme Hoyng 9. Robert van der Horst |

### Pakistan
Trener: Asif Bajwa
| 1. Rehan Butt 2. Ehsan Ullah 3. Ali Ghazanfar (kapetan) 4. Muhammad Saqlain 5. Dilawar Hussain 6. Adnan Maqsood 7. Sohail Abbas 8. Salman Akbar (vratar) 9. Zubair Muhammad | 1. Nasir Ahmed (vratar) 2. Shakeel Abbasi 3. Adnan Zakir 4. Akhtar Ali 5. Muhammad Imran 6. Waseem Ahmad 7. Zeeshan Ashraf 8. Waqas Sharif 9. Saleem Khalid |

### Španjolska
Trener: Maurits Hendriks
| 1. Bernardino Herrera (vratar) 2. Santi Freixa 3. Miguel Delas 4. Oriol Freixa 5. Francisco "Kiko" Fábregas (kapetan) 6. Alex Fábregas 7. Pablo Amat 8. Eduardo Tubau 9. Ramón Alegre | 1. Héctor González 2. Víctor Sojo 3. Xavier Ribas 4. Albert Sala 5. Rodrigo Garza 6. Pau Quemada 7. Sergi Enrique 8. Francisco Cortes (vratar) 9. David Alegre |

## Rezultati prvog dijela natjecanja
| 22. srpnja 2006. 15:30   |       |                     |                                            |
| Australija               | 3 : 2 | Pakistan            | Suci: Satinder Kumar Erik Klein Nagelvoort |
| McCann 2' Elder 41', 56' |       | Abbas 32' (PS), 53' | Suci: Satinder Kumar Erik Klein Nagelvoort |

| 22. srpnja 2006. 17:45 |       |               |                                |
| Španjolska             | 1 : 1 | Njemačka      | Suci: David Leiper Tim Pullman |
| Freixa 65'             |       | Weißenborn 4' | Suci: David Leiper Tim Pullman |

| 22. srpnja 2006. 20:00               |       |                          |                                  |
| Nizozemska                           | 4 : 2 | Argentina                | Suci: Xavier Adell Hamish Jamson |
| Taekema 25', 57', 63' De Nooijer 55' |       | Rey 42' L. Cammareri 59' | Suci: Xavier Adell Hamish Jamson |

| 23. srpnja 2006. 16:00    |       |                             |                                 |
| Pakistan                  | 3 : 3 | Njemačka                    | Suci: Xavier Adell Daniel Santi |
| Abbas 27', 38' Abbasi 57' |       | Zeller 2', 22' Witthaus 68' | Suci: Xavier Adell Daniel Santi |

| 23. srpnja 2006. 18:00 |       |            |                                   |
| Argentina              | 1 : 1 | Španjolska | Suci: Hamish Jamson Syad Zulfiqar |
| Argento 70'            |       | Freixa 18' | Suci: Hamish Jamson Syad Zulfiqar |

| 23. srpnja 2006. 20:00 |       |             |                                   |
| Australija             | 1 : 1 | Nizozemska  | Suci: David Leiper Satinder Kumar |
| Elder 29'              |       | Taekema 35' | Suci: David Leiper Satinder Kumar |

| 25. srpnja 2006. 16:00                                                                       |       |                        |                                |
| Nizozemska                                                                                   | 9 : 2 | Pakistan               | Suci: Tim Pullman Daniel Santi |
| M. Brouwer 1' Evers 14' Reckers 26' R. Brouwer 30', 44', 65', 70' De Nooijer 42' Taekema 58' |       | Abbasi 43' Maqsood 53' | Suci: Tim Pullman Daniel Santi |

| 25. srpnja 2006. 18:00                  |       |                                      |                                   |
| Španjolska                              | 5 : 3 | Australija                           | Suci: David Leiper Satinder Kumar |
| Freixa 29', 44', 55' Tubau 52' Amat 61' |       | Eglington 8' McCann 18' Schubert 22' | Suci: David Leiper Satinder Kumar |

| 25. srpnja 2006. 20:00            |       |            |                                          |
| Njemačka                          | 3 : 1 | Argentina  | Suci: Erik Klein Nagelvoort Xavier Adell |
| Witthaus 6' Montag 21' Nevado 59' |       | Orozco 68' | Suci: Erik Klein Nagelvoort Xavier Adell |

| 27. srpnja 2006. 16:00      |       |                                    |                                   |
| Njemačka                    | 3 : 3 | Nizozemska                         | Suci: Xavier Adell Satinder Kumar |
| Witthaus 3', 31' Zeller 42' |       | Reckers 10' Klaver 18' Taekema 55' | Suci: Xavier Adell Satinder Kumar |

| 27. srpnja 2006. 18:00 |       |                             |                                         |
| Pakistan               | 2 : 3 | Španjolska                  | Suci: Erik Klein Nagelvoort Tim Pullman |
| Ali 29' Abbas 68'      |       | Freixa 10', 60' Enrique 70' | Suci: Erik Klein Nagelvoort Tim Pullman |

| 27. srpnja 2006. 20:00 |       |                                                         |                                   |
| Argentina              | 0 : 6 | Australija                                              | Suci: Syad Zulfiqar Hamish Jamson |
|                        |       | Schubert 19' Doerner 28', 32', 60' Boyce 44' McCann 66' | Suci: Syad Zulfiqar Hamish Jamson |

| 29. srpnja 2006. 16:00 |       |                  |                                            |
| Pakistan               | 2 : 1 | Argentina        | Suci: Satinder Kumar Erik Klein Nagelvoort |
| Butt 6' Abbasi 29'     |       | M. Cammareri 69' | Suci: Satinder Kumar Erik Klein Nagelvoort |

| 29. srpnja 2006. 18:00       |       |                                           |                                 |
| Španjolska                   | 3 : 4 | Nizozemska                                | Suci: Tim Pullman Hamish Jamson |
| Sala 49' Freixa 55' Amat 58' |       | Reckers 29', 70' Weusthof 44' Taekema 69' | Suci: Tim Pullman Hamish Jamson |

| 29. srpnja 2006. 20:00 |       |                                          |                                 |
| Australija             | 3 : 4 | Njemačka                                 | Suci: Xavier Adell Daniel Santi |
| Elder 12', 49', 54'    |       | Witthaus 8' Zeller 45', 70'+ Füerste 55' | Suci: Xavier Adell Daniel Santi |

### Poredak nakon prvog dijela
```
 1. 
 Nizozemska        5      3     2     0     (21:11)      
11

 2. 
 Njemačka          5      2     3     0     (14:11)      
 9

 
 3. 
 Španjolska        5      2     2     1     (13:11)       
8

 
 4. 
 Australija        5      2     1     2     (16:12)       
7

 
 5. 
 Pakistan          5      1     1     3     (11:19)       
4

 
 6. 
 Argentina         5      0     1     4     ( 5:16)       
1
```

## Doigravanje
- za 5. mjesto

| 30. srpnja 2006. 13:00     |       |             |                                         |
| Pakistan                   | 3 : 1 | Argentina   | Suci: Tim Pullman Erik Klein Nagelvoort |
| Butt 24.', 34.' Abbas 40.' |       | Almada 51.' | Suci: Tim Pullman Erik Klein Nagelvoort |

- za brončano odličje

| 30. srpnja 2006. 15:30 |                             |                             |                                   |
| Španjolska             | 2 : 2 (prod.) 5 : 4 (rasp.) | Australija                  | Suci: Hamish Jamson Syad Zulfiqar |
| Tubau 45.' Amat 62.'   |                             | Doerner 38.' Eglington 50.' | Suci: Hamish Jamson Syad Zulfiqar |

- za zlatno odličje

| 30. srpnja 2006. 18:00       |       |          |                                   |
| Nizozemska                   | 2 : 1 | Njemačka | Suci: Xavier Adell Satinder Kumar |
| Taekema 20.' De Nooijer 32.' |       | Weß 41.' | Suci: Xavier Adell Satinder Kumar |

## Najbolji sudionici
- najbolji strijelac:  Santi Freixa,  Taeke Taekema
- najbolji igrač:  Teun de Nooijer
- najbolji mladi igrač:  Sergi Enrique
- najbolji vratar:  Stephen Mowlam
- fair-play:  Australija

## Završni poredak
| Mj. | Momčad     |
| --- | ---------- |
| 1.  | Nizozemska |
| 2.  | Njemačka   |
| 3.  | Španjolska |
| 4.  | Australija |
| 5.  | Pakistan   |
| 6.  | Argentina  |

| Pobjednici             |
| ---------------------- |
| Nizozemska Osmi naslov |

## Vanjske poveznice
- Službene stranice  Arhivirana inačica izvorne stranice od 23. siječnja 2009. (Wayback Machine)